# 우레 (미사일)
우레는 북한이 장사정포 공격을 한 2010년에 발생한 연평도 포격전을 계기로 북한의 포병전력에 대응하기 위해 개발된 대한민국의 단거리 전술 지대지 미사일이다. 신형 전술 지대지 미사일 개발은 대통령 특명으로 번개사업이라는 이름으로 추진되었으며, 비밀 개발에 성공하여 공개사업으로 전환되었다. 별명은 장사정포 킬러이다. 개발비는 4,000억원 이상이었으며 개발 초기에는 번개사업이라고 불렀다. 그동안 대외적으로는 한국형 전술 지대지 유도탄 (KTSSM)으로 흔히 불리고 있으나 공식적인 제식명은 천둥을 뜻하는 순우리말인 우레로 알려져 있다.

## 차기 전술유도무기 사업
갱도진지 파괴용 탄도유도탄은 에이테킴스 다연장로켓(MLRS) 발사대를 이용해 사거리 100 km가량의 단거리 탄도유도탄을 발사, 북한 GPS(인공위성위치정보) 교란을 회피하는 지상기반항법체계(GBNS)의 유도를 받아 장사정포 진지를 파괴하는 무기다.
번개사업은 2012년 5월 비공개 시험발사에 성공해, 대통령 특명사업에서 차기 전술유도무기 사업으로 전환해 추진했다.
미사일 한 발당 가격은 8억원이며 수출형은 8~10억원의 가격대를 형성하고 있다. 또한 발사대까지 포함하면 20억원이 든다고 한다. 참고로 북한 장사정포는 한 발에 50만원으로 알려져 있다.
사거리는 100㎞를 조금 넘으며, 1.5m 두께의 콘크리트를 뚫을 수 있는 관통탄두를 달았다. 생산비를 최대한 줄였다. 관계자는 "유사시 포탄처럼 대량으로 쏠 수 있도록 만들려고 했다"고 설명했다. 동일 발사대에서 수초 이내에 4발을 발사할 수 있다.
방위사업청은 2015년 5월 미 정부에서 미 군용 GPS 300여개에 대한 수출승인서(LOA)을 수락해 2016년 1월 계약을 완료했다. KTSSM은 사거리 180 km로 순항미사일처럼 유도장치를 단 미사일로 GPS를 장착해 정확도(오차 범위)를 2 m이내로 줄였다.

## 파생형
- K-BATS: 지대공 미사일 요격 시험에서 활용되는 표적탄. 길이 4m, 직경 0.6m, 무게 1.5톤, 최대사거리 180 km
- 블록-Ⅰ: 고정형 발사대, 침투관통형 열압력탄, 170mm 자주포 갱도, 240mm 방사포 갱도 타격, 최대사거리 180 km
- 블록-Ⅱ: 이동형 발사대, 침투관통형 열압력탄(블록-Ⅰ), 단일 고폭탄(블록-Ⅱ). 스커드 미사일 고정시설, 300mm 방사포 갱도 타격, 최대사거리 290 km

## 에이태킴스
미국 록히드 마틴 M270 MLRS에 호환되는 천무 다연장로켓 국산화에 이어, M270 MLRS에서 발사되는 에이태킴스 미사일을 국산화 한 것이 번개사업이다. 미사일의 외양은 거의 똑같다.
- MGM-140A 에이태킴스 블록1: 무게 1,670 kg, 길이 4.0 m, 직경 610 mm, 날개폭 1.4 m, 속력 마하 3, 탄두중량 560 kg, 최대사거리 128 km
- K-BATS: 무게 1,500 kg, 길이 4.0 m, 직경 600 mm

## 부대창설
2018년 10월, 전술 유도탄 부대가 창설될 계획이다. 강원도 원주시의 1군사령부와 경기도 용인시의 3군사령부를 합쳐서 10월에 지상작전사령부가 창설되며, 거기에 전술유도탄 부대가 배치될 것이다.

## 시험발사

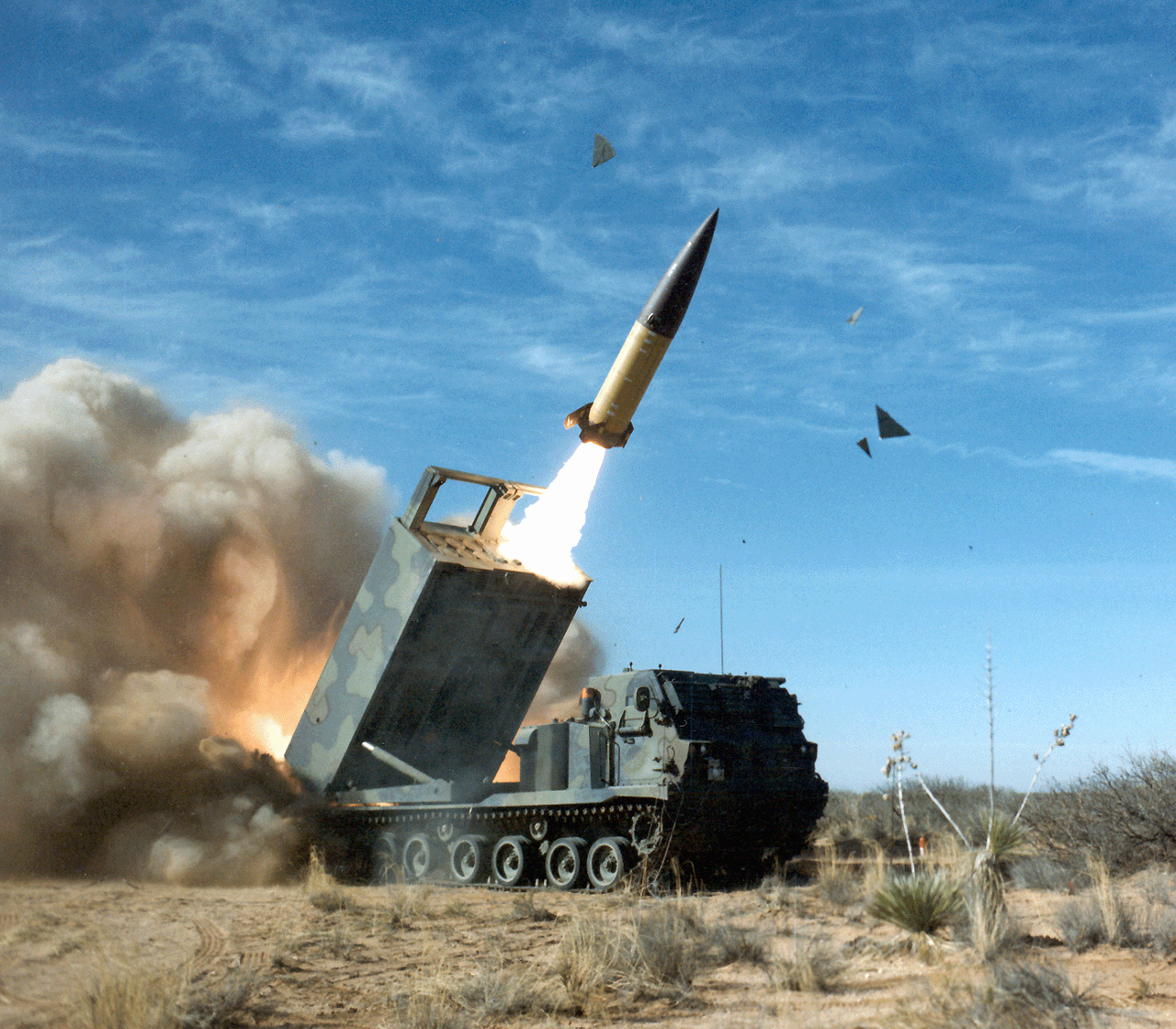
미국 에이태킴스. 천무에서 발사하는 KTSSM도 트럭 바퀴인 차륜형인 점 외에는 에이태킴스 발사차량과 거의 똑같이 생겼다.

2022년 12월 15일, 충남 국방과학연구소(ADD) 안흥시험장에서 천무 발사차량에 탑재된 신형 전술유도무기가 발사 후 200여 km를 날아가 표적에 명중했다. 현장에선 사우디아라비아와 노르웨이, 이집트, 스웨덴, 아랍에미리트(UAE), 폴란드, 필리핀 등 7개국 군·방산업계 관계자 50여 명이 이 장면을 참관했다.
신종우 한국국방안보포럼 사무국장은 “천무를 운용하는 육군 포병 전력이 300 km에 가까운 장거리 공격 능력과 함께 북한 갱도 등 지하 시설 무력화가 가능해졌다는 것”이라며 “포병 전력이 획기적으로 강화될 것으로 보인다”고 평가했다.

## 같이 보기
- 에이태킴스 미사일
- KN-24 - 북한판 에이태킴스